# アルチン山脈

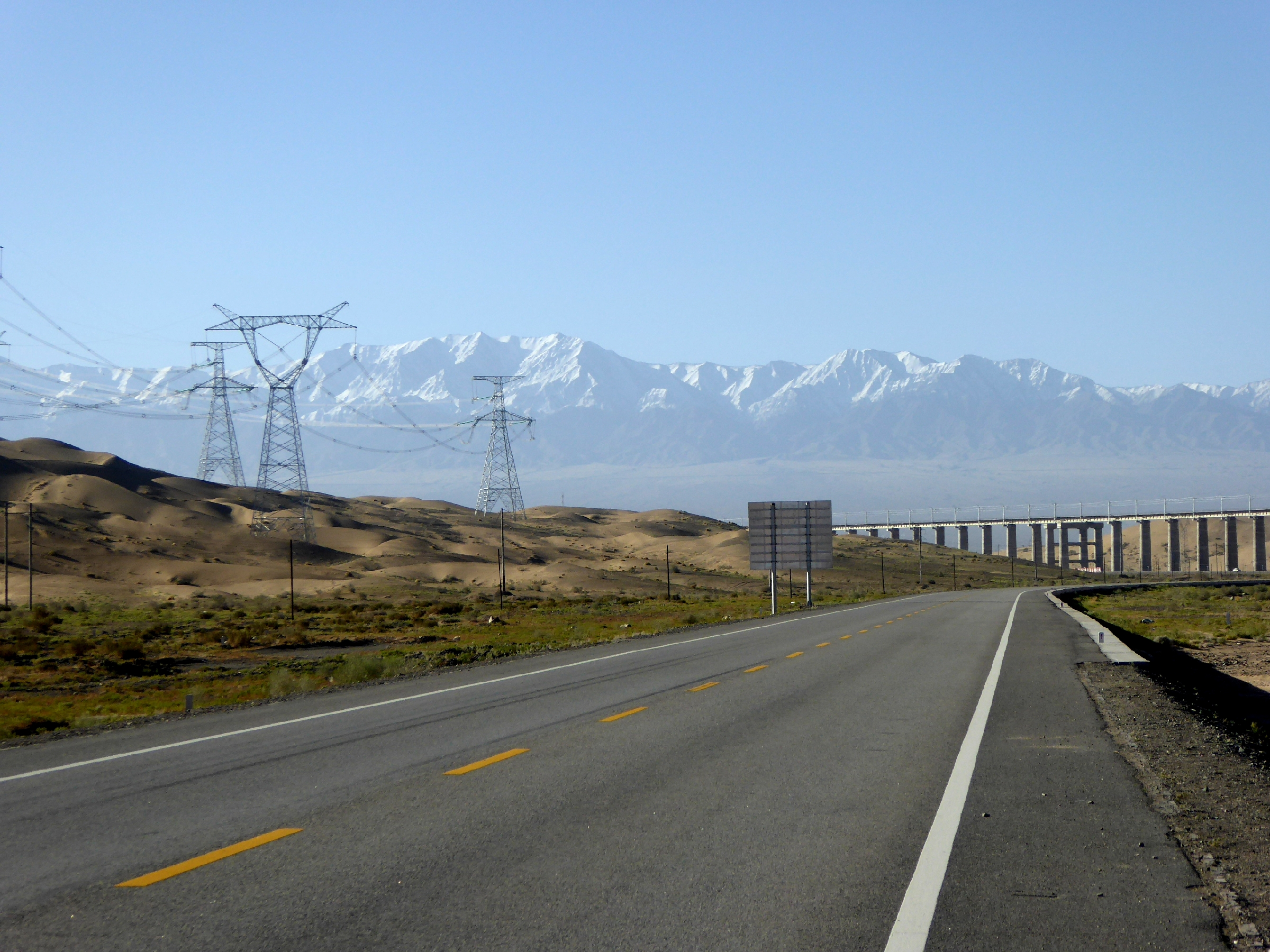
アクサイ・カザフ族自治県内から望むアルチン山脈

アルチン山脈（あるちんさんみゃく、阿爾金山脈）はアルトゥン山脈（Altyn-Tagh）とも呼ばれ、中華人民共和国 新疆ウイグル自治区に位置する山脈。

## 概要
中国のタリム盆地（新疆ウイグル自治区）とツァイダム盆地（青海省）との境となる山脈である。この山脈の東は祁連山脈へ、西は崑崙山脈へ続いている。 
西部・中部・東部の三つの山系に分けられ、西部の最高峰はスラムターグ山（6,295m）、中部の最高峰は6,065mで無名、東部の最高峰は山脈名と同じアルチン山（5,798m）である。
山域はアルチン山国家級自然保護区に指定されており、野生のチルー、ノヤク、チベットノロバなどの大型有蹄類が約12万頭が生息している。

## 参照項目
- 祁連山脈
- 崑崙山脈